# مانفريد إغلين
مانفريد إغلين (بالألمانية: Manfred Eglin)‏ هو لاعب كرة قدم ألماني في مركز حراسة المرمى، ولد في 10 أكتوبر 1935 في كارلسروه في ألمانيا، وتوفي في 10 أغسطس 2001 في زيرمات في سويسرا. لعب مع شتوتغارت كيكرز.

## وصلات خارجية
- مانفريد إغلين على موقع عالم كرة القدم.نت (الإنجليزية)
- مانفريد إغلين على موقع أوليمبيديا (الإنجليزية)